# ジム・カジヤ

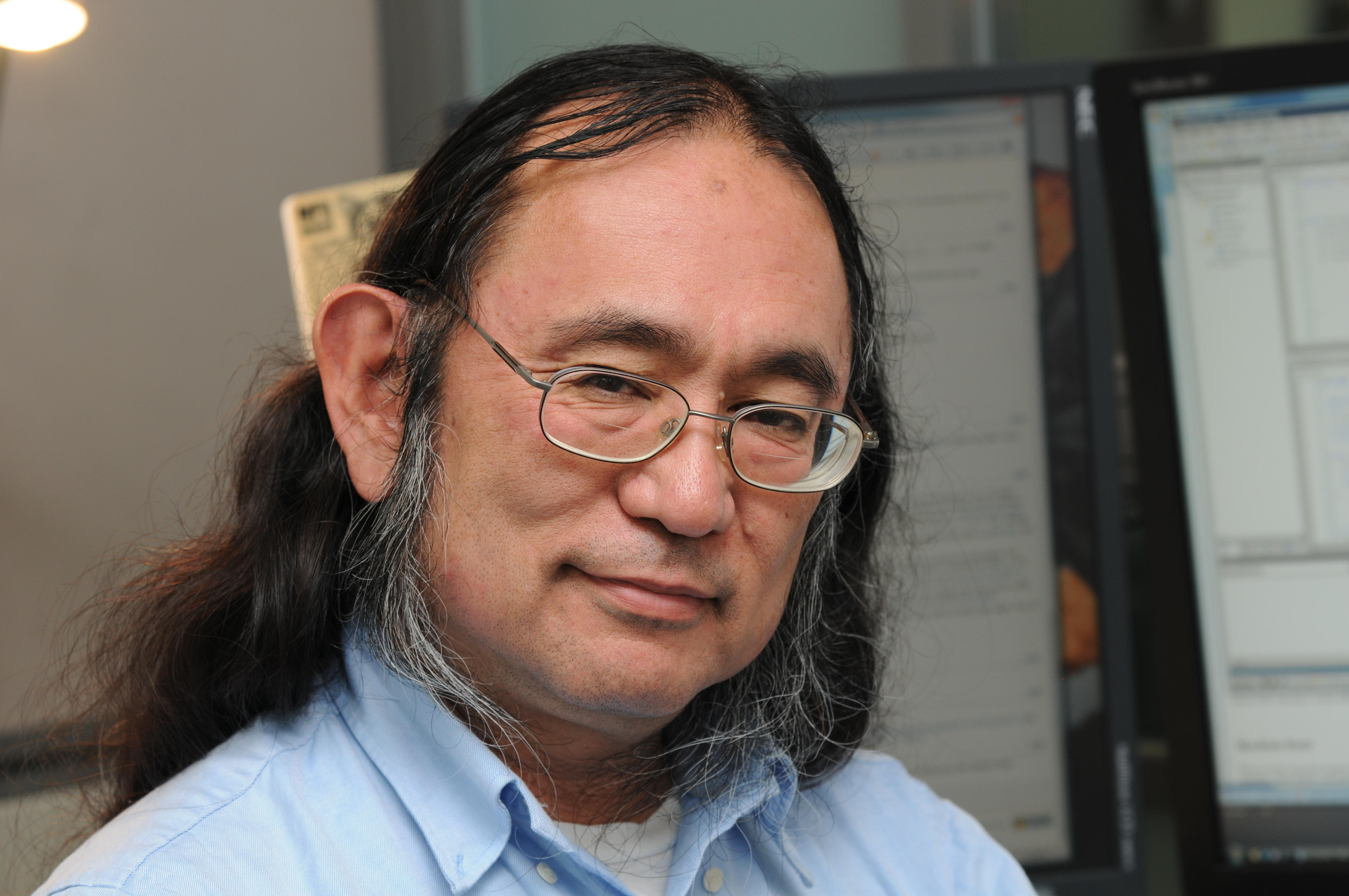
ジム・カジヤ近影、2009年マイクロソフトリサーチのオフィスにて

ジム・カジヤ（英: James T. Kajiya）はコンピュータグラフィックスの分野における先駆者の1人である。彼はレンダリング方程式（rendering equation）の考案者として恐らく最も良く知られる。
カジヤは1979年にユタ大学から博士号を授与され、1979年から1994年にかけてカリフォルニア工科大学にて教授を務め、現在はマイクロソフトリサーチの研究員を務めている。2011年にスティーブン・A・クーンズ賞。